# Djinaky
Djinaky (ou Djinaki ou Djinake) est un village du Sénégal, situé en Basse-Casamance, au nord-ouest de Bignona. C'est le chef-lieu de la communauté rurale de Djinaky, dans l'arrondissement de Kataba 1, le département de Bignona et la région de Ziguinchor.

## Géographie
Djinaky se trouve pratiquement à équidistance entre l'embouchure du fleuve Gambie au nord, et de celle du fleuve Casamance au sud.
À vol d'oiseau, les localités les plus proches sont Ebinkine, Ebinako, Mongone, Kakaré, Badiane.
Djinaky est traversé par la route nationale RN 3 qui relie la Gambie à la région de Ziguinchor.

### Population
Lors du dernier recensement, Djinaky comptait 1 226 personnes et 171 ménages.